# Entführung von Joachim Göhner
Die Entführung des siebenjährigen Joachim Göhner aus Stuttgart-Degerloch am 15. April 1958 war der erste Fall einer Kindesentführung („Kidnapping“) in der Bundesrepublik Deutschland.

## Entführung
Joachim Göhner wurde 1958 von dem 40-jährigen Aushilfsgärtner Emil Tillmann unter dem Vorwand, ihm Tiere zeigen zu wollen, in den Stuttgarter Haldenwald gelockt. Dort erdrosselte ihn Tillmann nach eigener Darstellung sofort und versteckte die Leiche. Das gerichtsmedizinische Gutachten setzt den Todeszeitpunkt dagegen erst auf einige Tage später fest.
Anschließend versuchte Tillmann von Joachim Göhners Vater telefonisch ein Lösegeld von 15.000 DM zu erpressen. Die Geldübergabe verzögerte sich jedoch aufgrund verschiedener Missverständnisse. Sieben Tage nach der Entführung wurde die Leiche des Jungen im Wald gefunden. Der Vater hatte die Polizei eingeschaltet, die die Stimme des Entführers bei seinen Anrufen auf Tonband mitschnitt.

## Fahndung
Da die Polizei bei ihren Ermittlungen auf herkömmlichen Wegen nicht weiterkam und der Fund der Leiche in der Öffentlichkeit bekannt wurde, griff sie zu einem neuen Hilfsmittel: Zwei Wochen nach der Tat wurde die mitgeschnittene Stimme des Entführers über Rundfunk ausgestrahlt.
Es war das erste Mal in der Geschichte Deutschlands, dass eine Täterstimme öffentlich ausgestrahlt wurde.
Tatsächlich gingen mehrere Hinweise auf Tillmann ein, worauf er verhaftet wurde und die Tat gestand.

## Nachwirkungen
Der geständige Tillmann erhängte sich noch in der Untersuchungshaft. Im Zuge dieses Falles kam die Diskussion über die in der Bundesrepublik Deutschland abgeschaffte Todesstrafe wieder auf. Die Ausstrahlung von Täterstimmen über Rundfunk bzw. Telefonansage ist seitdem ein Standardmittel der Kriminalistik.

## Verfilmung
Dieser aufsehenerregende Fall wurde in der Reihe Stahlnetz als Folge 18 mit dem Titel Rehe verfilmt und am 16. Juni 1964 zum ersten Mal im deutschen Fernsehen ausgestrahlt. Der Mörder Emil Tillmann wurde von Sigurd Fitzek (Rollenname: Willy Funke) dargestellt. Ursprünglich war dieser Film für eine frühere Ausstrahlung vorgesehen, die jedoch zufällig auf den Start des Gerichtsprozesses in einem ähnlichen Fall fiel. Das Deutsche Fernsehen entschloss sich kurzfristig, den Film zu verschieben.